# Copa del Rey de rugby 2008-09
La Copa del Rey de rugby 2008-09 es un campeonato de rugby basado en eliminatorias directas a partido único en el que participan los ocho primeros clasificados de la liga de División de Honor al finalizar la primera vuelta de la temporada 2008/09. La Copa del Rey se juega al finalizar la División de Honor, coincidiendo esta temporada con la celebración de la Liga Superibérica 2009, en un formato de cuartos de final, semifinales y final.

## Equipos clasificados
Al finalizar la primera vuelta se clasificaron los siguientes equipos debido a que sus posiciones fueron las que se muestran:
| Pos. | Club                 | Ciudad                    | Estadio               |
| 1    | CRC Madrid           | Madrid                    | Valle de las Cañas    |
| 2    | Cetransa El Salvador | Valladolid                | Campos de Pepe Rojo   |
| 3    | Cajasol Ciencias     | Sevilla                   | La Cartuja            |
| 4    | UE Santboiana        | San Baudilio de Llobregat | Baldiri Aleu          |
| 5    | AMPO Ordizia R.E.    | Ordizia                   | Fernando Trevijano    |
| 6    | Getxo Artea R.T.     | Guecho                    | Fadura                |
| 7    | C.R Les Abelles      | Valencia                  | Campos del Río Turia  |
| 8    | Pégamo Bera Bera     | San Sebastián             | Miniestadio de Anoeta |

## Cuadro Competitivo
|  | Cuartos de final                   | Cuartos de final     | Cuartos de final                  |                      |                                   | Semifinales      | Semifinales | Semifinales |  |                      | Final            | Final | Final |  |
|  |                                    |                      |                                   |                      |                                   |                  |             |             |  |                      |                  |       |       |  |
|  |                                    |                      |                                   |                      |                                   |                  |             |             |  |                      |                  |       |       |  |
|  | Bandera de la Comunidad Valenciana | C.R Les Abelles      | 3                                 |                      |                                   |                  |             |             |  |                      |                  |       |       |  |
|  | Bandera de la Comunidad Valenciana | C.R Les Abelles      | 3                                 |                      |                                   |                  |             |             |  |                      |                  |       |       |  |
|  | Bandera de la Comunidad de Madrid  | CRC Madrid           | 82                                |                      |                                   |                  |             |             |  |                      |                  |       |       |  |
|  | Bandera de la Comunidad de Madrid  | CRC Madrid           | 82                                |                      | Bandera de la Comunidad de Madrid | CRC Madrid       | 55          |             |  |                      |                  |       |       |  |
|  |                                    |                      |                                   |                      | Bandera de la Comunidad de Madrid | CRC Madrid       | 55          |             |  |                      |                  |       |       |  |
|  |                                    |                      | Bandera de Castilla y León        | Cetransa El Salvador | 25                                |                  |             |             |  |                      |                  |       |       |  |
|  | Bandera de Castilla y León         | Cetransa El Salvador | Bandera de Castilla y León        | Cetransa El Salvador | 25                                | 34               |             |             |  |                      |                  |       |       |  |
|  | Bandera de Castilla y León         | Cetransa El Salvador |                                   |                      |                                   |                  |             |             |  |                      |                  |       |       |  |
|  | Bandera de Cataluña                | UE Santboiana        | 10                                |                      |                                   |                  |             |             |  |                      |                  |       |       |  |
|  | Bandera de Cataluña                | UE Santboiana        | 10                                |                      |                                   |                  |             |             |  | Bandera de Andalucía | Cajasol Ciencias | 26    |       |  |
|  |                                    |                      |                                   |                      |                                   |                  |             |             |  | Bandera de Andalucía | Cajasol Ciencias | 26    |       |  |
|  |                                    |                      | Bandera de la Comunidad de Madrid | CRC Madrid           | 34                                |                  |             |             |  |                      |                  |       |       |  |
|  | Bandera de Andalucía               | Cajasol Ciencias     | Bandera de la Comunidad de Madrid | CRC Madrid           | 34                                | 97               |             |             |  |                      |                  |       |       |  |
|  | Bandera de Andalucía               | Cajasol Ciencias     |                                   |                      |                                   |                  |             |             |  |                      |                  |       |       |  |
|  | Bandera del País Vasco             | Pégamo Bera Bera     | 5                                 |                      |                                   |                  |             |             |  |                      |                  |       |       |  |
|  | Bandera del País Vasco             | Pégamo Bera Bera     | 5                                 |                      | Bandera de Andalucía              | Cajasol Ciencias | 41          |             |  |                      |                  |       |       |  |
|  |                                    |                      |                                   |                      | Bandera de Andalucía              | Cajasol Ciencias | 41          |             |  |                      |                  |       |       |  |
|  |                                    |                      | Bandera del País Vasco            | AMPO Ordizia R.E.    | 12                                |                  |             |             |  |                      |                  |       |       |  |
|  | Bandera del País Vasco             | AMPO Ordizia R.E.    | Bandera del País Vasco            | AMPO Ordizia R.E.    | 12                                | 29               |             |             |  |                      |                  |       |       |  |
|  | Bandera del País Vasco             | AMPO Ordizia R.E.    |                                   |                      |                                   |                  |             |             |  |                      |                  |       |       |  |
|  | Bandera del País Vasco             | Getxo Artea R.T.     | 0                                 |                      |                                   |                  |             |             |  |                      |                  |       |       |  |
|  | Bandera del País Vasco             | Getxo Artea R.T.     | 0                                 |                      |                                   |                  |             |             |  |                      |                  |       |       |  |
|  |                                    |                      |                                   |                      |                                   |                  |             |             |  |                      |                  |       |       |  |

| Campeón Copa del Rey 2009 CRC Madrid |

### Cuartos de final
|  | Local | vs. | Visita |  |  |

|  | Local | vs. | Visita |  |  |

|  | Local | vs. | Visita |  |  |

*Este partido tuvo que ser suspendido para "proteger la integridad física" de los jugadores
|  | Local | vs. | Visita |  |  |

### Semifinales
|  | Local | vs. | Visita |  |  |

|  | Local | vs. | Visita |  |  |

### Final
|  | Local | vs. | Visita |  |  |